# 1930 en Saskatchewan
Chronologie de la Saskatchewan
- 1926
- 1927
- 1928
- 1929
- 1930
- 1931
- 1932
- 1933
- 1934

Cette page concerne des événements d'actualité qui se sont produits durant l'année 1930 dans la province canadienne de la Saskatchewan.

## Politique
- Premier ministre : James T.M. Anderson
- Chef de l'Opposition :
- Lieutenant-gouverneur : Henri William Newlands
- Législature :

## Naissances
- Georges Huel (né en 1930 à Gravelbourg[1]) est un designer graphique canadien qui est notamment reconnu pour ses travaux réalisés à l'occasion de l’Expo 67, des Jeux olympiques d'été de 1976 à Montréal, et pour l'identité de la Ville de Montréal. Il est décédé en 2002 à l'Hôpital Maisonneuve-Rosemont à Montréal.

- 30 juillet : Lorne Austin Davis (né à Regina - décédé le 20 décembre 2007) était un joueur de hockey sur glace professionnel qui a joué occasionnellement dans la Ligue nationale de hockey (LNH) entre 1951 et 1960.